# Everybody Loves Sausages
Everybody Loves Sausages es un álbum de versiones de la banda Melvins, lanzado el 30 de abril de 2013. De la misma manera que The Crybaby cuenta con mayoría de invitados en las canciones e incluso cuenta con la alineación de Melvins Lite en tres pistas.
Tres de las pistas se han sido anteriormente publicadas en sencillos splits. Black Betty anteriormente apareció en el sencillo split de 7" con Jon Spencer Blues Explosion. Female Trouble y Carpe Diem aparecen en el split de 12" con Redd Kross.

## Track listing
| N.º | Título                            | Artista original  | Duración |  |
| 1.  | «Warhead»                         | Venom             |          |  |
| 2.  | «Best Friend»                     | Queen             |          |  |
| 3.  | «Black Betty»                     | Ram Jam           |          |  |
| 4.  | «Set It on Fire»                  | The Scientists    |          |  |
| 5.  | «Station to Station»              | David Bowie       |          |  |
| 6.  | «Attitude»                        | The Kinks         |          |  |
| 7.  | «Female Trouble»                  | Divine            |          |  |
| 8.  | «Carpe Diem»                      | The Fugs          |          |  |
| 9.  | «Timothy Leary Lives»             | Pop-O-Pies        |          |  |
| 10. | «In Every Dream Home a Heartache» | Roxy Music        |          |  |
| 11. | «Romance»                         | Tales of Terror   |          |  |
| 12. | «Art School»                      | The Jam           |          |  |
| 13. | «Heathen Earth»                   | Throbbing Gristle |          |  |

## Personal
- King Buzzo – guitarra (1-6 y 8-12), bajo (1, 4 y 5), vocalista (3, 6, 7, 8 y 11), coros (1, 2, 10 y 12), stylophone (5 y 10), todos los instrumentos (13)
- Dale Crover – Batería (1-12), coros (1-3, 6, 8 y 9)
- Jared Warren – Bajo (2, 3, 6 y 8), coros (2, 3 y 8)
- Coady Willis – Batería (2, 3, 6 y 8), coros (3 y 8)
- Trevor Dunn – Contrabajo (7, 9, y 11), vocalista (9)
- Scott Kelly – guitarra y vocalista (1)
- Caleb Benjamin – vocalista (2)
- Mark Arm – vocalista (4)
- J.G. Thirlwell – vocalista (5)
- Clem Burke – batería (6)
- Jello Biafra – vocalista (10)
- Kevin Rutmanis – bajo (10)
- Tom Hazelmyer – guitarra y vocalista (12)
- Toshi Kasai – teclado (2 y 5), grabación
- John Golden – mastering
- Mackie Osborne – arte